# シンクタンク2005・日本
シンクタンク2005・日本（シンクタンクにせんごにほん）はかつて存在した日本のシンクタンク。正式名称は一般社団法人シンクタンク2005・日本（Think Tank 2005 Japan）。

## 概要
自民党主導で2006年3月15日に設立。閣僚や自民党の役員経験者によるセミナーを開催する「日本政策アカデミー」事業を行っていた。2011年2月28日に解散。

## 組織・人事
- 代表理事
  - 樫谷隆夫（公認会計士）
- 理事
  - 川村亨夫（早稲田大学大学院アジア太平洋研究科教授）
  - 鈴木崇弘（シンクタンク2005・日本事務局長）
  - 吉原欽一（(社)アジアフォーラムジャパン専務理事）
- 事務局長
  - 鈴木崇弘
- 監事
  - 橋爪雄彦（弁護士）
- 研究員
  - 黒澤武邦

## 出版
- 『自民党の底力[2]』成甲書房、2007年6月 ISBN 978-4880862149
- 『自民党の智恵[3]』成甲書房、2008年1月 ISBN 978-4880862279